# Cirrhinus cirrhosus
Cirrhinus cirrhosus is een straalvinnige vissensoort uit de familie van karpers (Cyprinidae). De wetenschappelijke naam van de soort is voor het eerst geldig gepubliceerd in 1795 door Bloch.
De soort staat op de Rode Lijst van de IUCN als Kwetsbaar, beoordelingsjaar 2011. De omvang van de populatie is volgens de IUCN dalend.